# Uta Stolle
Uta Stolle (* 1943 in Nienburg/Weser) ist eine deutsche Historikerin, Germanistin, Journalistin und Autorin. Stolle ist Mitglied des Veldensteiner Kreises.

## Werke
- Der Aufstand der Bürger. Wie 1989 die Nachkriegszeit in Deutschland zu Ende ging (= Schriftenreihe Extremismus & Demokratie, Bd. 1). Mit einem Vorwort von Joachim Gauck. Nomos-Verlags-Gesellschaft, Baden-Baden 2001, ISBN 978-3-7890-7063-1
- Das resedagrüne Sofa. Vom schönen Leben und finsteren Zeiten. Edition von der Au, Berlin 2010, ISBN 978-3-940579-01-0

### Hörbücher
- Der König und sein Gast, Bach. Die Begegnung und die Zeit. Ein musikalisches Hörbuch von Uta Stolle. [Tonträger/CD]. Sprecher: Wolfgang Unterzaucher und Uta Stolle. Edition von der Au, Berlin [2007] ISBN 978-3-940579-35-5 / ISBN 978-3-940579-36-2
- In Mendelssohns Garten. Fanny und Felix. Die Geschwister, ihre Musik, ihre Zeit. Ein musikalisches Hörbuch von Uta Stolle. [Tonträger/CD]. Sprecher: Gerd Wameling und Uta Stolle. Edition von der Au, Berlin 2008, ISBN 978-3-940579-35-5
- Uta Stolle liest Das resedagrüne Sofa. Vom schönen Leben und finsteren Zeiten. Hörfassung von und mit Uta Stolle. [Tonträger/7 CDs + Booklet]. Edition von der Au, [Berlin] 2011, ISBN 978-3-940579-03-4
- Nofretete – Die Schöne kam an die Spree. Ein musikalisches Hörbuch von Uta Stolle. Sprecher: Corinna Kirchhoff, Werner Rehm, Andreas Fröhlich. Edition von der Au, [Berlin] 2011, ISBN 978-3-940579-02-7